# Makowiska (Nowy Żmigród)
Makowiska ist ein Dorf der Landgemeinde Nowy Żmigród im Powiat Jasielski in der Woiwodschaft Karpatenvorland in Polen.

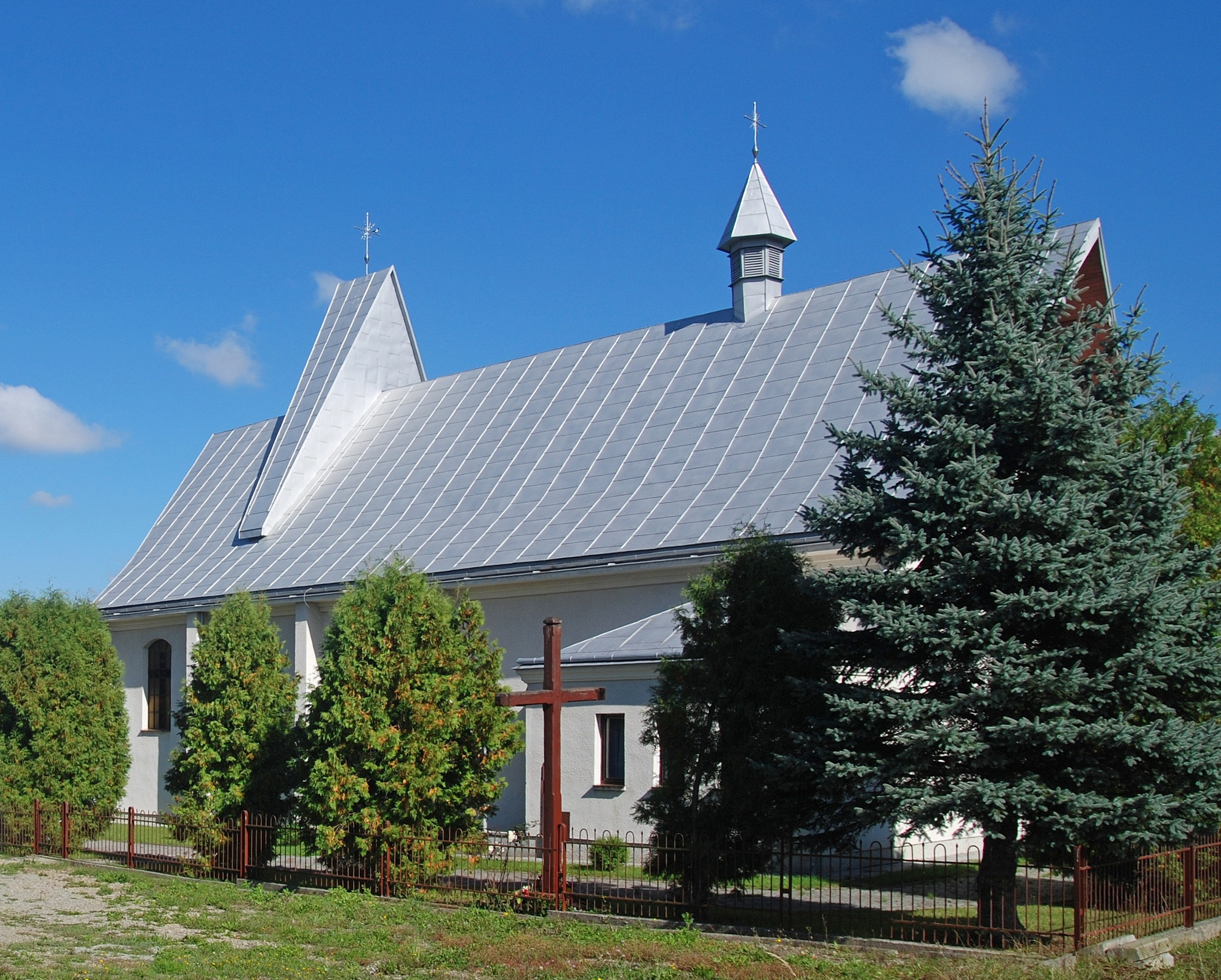
Ortskirche

## Geographie
Der Ort liegt am Bach Toczek, im Sanoker Flachland, 5 km östlich von Nowy Żmigród. Die Nachbarorte sind Nienaszów im Norden, Sulistrowa und Draganowa im Osten, Łysa Góra im Südwesten, sowie Siedliska Żmigrodzkie im Westen.

## Geschichte
Der Ort wurde im Jahr 1350 als die Pfarrei Macoviszcz erstmals urkundlich erwähnt. Der Name ist vom Appellativ makowisko (Mohnwiese) abgeleitet.
Der Ort gehörte zunächst zum Königreich Polen (ab 1569 in der Adelsrepublik Polen-Litauen zur Woiwodschaft Krakau, Kreis Biecz). Die Ortskirche wurde in der Zeit der Reformation unter den Dorfbesitzern Bolkowski und Jakub Warszycki zu einem arianischen Bethaus geändert, d. h. der Polnischen Brüder, aber sie wurde vernachlässigt.
Bei der Ersten Teilung Polens kam Makowiska 1772 zum neuen Königreich Galizien und Lodomerien des habsburgischen Kaiserreichs (ab 1804). Nach der Aufhebung der Patrimonialherrschaften bildete es eine Gemeinde im Bezirk Jasło.
1918, nach dem Ende des Ersten Weltkriegs und dem Zusammenbruch der k.u.k. Monarchie, kam Makowiska zu Polen. Unterbrochen wurde dies nur durch die Besetzung Polens durch die Wehrmacht im Zweiten Weltkrieg.
Von 1975 bis 1998 gehörte Makowiska zur Woiwodschaft Krosno.